# Dansk Vegetarisk Forening
Dansk Vegetarisk Forening (DVF) er en dansk forening for vegetarer, veganere og andre, der ønsker at fremme plantebaseret kost. Foreningen blev stiftet i 1896 og har hovedsæde i København. DVF's generalsekretær er cand.scient.anth fra KU, Rune-Christoffer Dragsdahl.

## Foreningens tidlige historie
DVF blev stiftet den 11. december 1896 under navnet "Dansk Vegetarianerforening". Foreningens første formand var daværende kommunelæge i København Dr. Michael Larsen, som senere skrev bogen Naturhelbredelsen.

## Foreningens formål
Foreningens vision står beskrevet på foreningens hjemmeside som værende "at skabe et bæredygtigt, etisk og sundt plantebaseret fødevaresystem" samt "at fremme plantebaseret mad gennem vidensdeling, samarbejde og handling".
Foreningens arbejde består bl.a. i:
- at fremme udbredelsen af vegetarisk levevis
- at oplyse om vegetarisk ernæring, herunder at vegetarisk kost er fuldt ernæringsmæssigt dækkende
- at oplyse om fordelene ved at skære ned på kød og animalske produkter, såvel for dyr og mennesker som af hensyn til global bæredygtighed
- at fremme det vegetariske udbud på spisesteder, i institutioner m.v.
- at gennemføre aktiviteter for medlemmerne med udgangspunkt i vegetarisk levevis
- at fremme udbredelsen af bæredygtige, plantebaserede former for landbrug, herunder f.eks. økologi, permakultur og lignende, af hensyn til dyr, mennesker og global bæredygtighed

## Aktiviteter og udbredelse
DVF arrangerer en række aktiviteter for vegetarer og andre, som er interesseret i plantebaseret levevis. Foreningen udgiver et medlemsblad under navnet Vegetarisk! og som medlem modtager man et medlemskort, der giver adgang til en række rabatter på caféer, restauranter og butikker.
Foreningen fremmer udbredelsen af vegetarisk levevis via de sociale medier, folderuddelinger og større projekter som foreningens skoleprojekt, hvor skoleambassadører tager ud til skoler og holder workshops omkring mad og bæredygtighed. DVF betragtes endvidere som primære talerør for vegetarer og veganere i Danmark, og foreningen har jævnligt debatindlæg i skrevne danske medier og foreningens generalsekretær Rune-Christoffer Dragsdahl deltager derudover hyppigt i radio- og tv-programmer. DVF er en af de mest centrale aktører i Danmark på området for plantebaseret kost og samarbejder bredt med erhvervsliv, forskere, politikere, myndigheder og andre organisationer for at fremme den grønne dagsorden.  Foreningen har efter årtusindeskiftet oplevet en stor medlemsfremgang Per den 31. december 2020 havde DVF ca. 4.000 medlemmer.

## Retssag mod Danish Crown
I november og december 2023 var Dansk Vegetarisk Forening en af sagsøgerne, da Vestre Landsret behandlede en sag om angivelig vildledning af forbrugerne ifm markedsføringen af svinekød fra Danish Crown. Sagen kredsede om udtrykkene ”Klimakontrolleret gris” og ”Dansk gris er mere klimavenlig, end du tror”.
Den 1. marts fandt landsretten, at Danish Crown A/S havde overtrådt markedsføringslovens § 5 om vildledende markedsføring i forbindelse med brug af udtrykket "Klimakontrolleret gris", og landsretten gav derfor Dansk Vegetarisk Forening og Klimabevægelsen i Danmark medhold i påstanden herom. Derimod blev Danish Crown frifundet for påstanden om, at ”Dansk gris er mere klimavenlig, end du tror”, da påstanden efter en samlet vurdering ikke kunne anses for vildledende i markedsføringslovens § 5’s forstand.
Dansk Vegetarisk Forening og Klimabevægelsen ankede dommen til Højesteret, men inden sagen nåede at komme for, erkendte Danish Crown i et bekræftende genmæle at have overtrådt markedsføringsloven. Dermed fik Dansk Vegetarisk Forening og Klimabevægelsen fuldt medhold i sagen.